# Ponte Duca d'Aosta
De Ponte Duca d'Aosta is een brug over de Tiber in Rome. De brug verbindt het Foro Italico met de andere zijde van de Tiber.
De boogbrug werd tussen 1939 en 1942 gebouwd naar een ontwerp van architect Vincenzo Fasolo. De brug heeft een lengte van 220 meter en heeft drie bogen. Bij een normale waterstand stroomt er alleen water onder de middelste boog, maar bij hoogwater stroomt er ook water onder de andere twee bogen.
De brug is vernoemd naar Emanuel Filibert, de Hertog van Aosta, die tijdens de Eerste Wereldoorlog het bevel voerde over het 3e Italiaanse leger. Op beide oevers staan sokkels met daarop reliëfs die de strijd uitbeelden bij de rivieren Isonzo, Tagliamento, Sile en Adige aan het Italiaanse front tijdens de Eerste Wereldoorlog.
Ponte di Castel Giubileo · Ponte Tor di Quinto · Ponte Flaminio · Ponte Milvio · Ponte Duca d'Aosta · Ponte della Musica · Ponte del Risorgimento · Ponte Giacomo Matteotti · Ponte Pietro Nenni · Ponte Regina Margherita · Ponte Cavour · Ponte Umberto I · Ponte Sant'Angelo · Ponte Vittorio Emanuele II · Ponte Principe Amedeo Savoia Aosta · Ponte Giuseppe Mazzini · Ponte Sisto · Ponte Garibaldi · Ponte Fabricio en Ponte Cestio · Ponte Rotto · Ponte Palatino · Ponte Sublicio · Ponte Testaccio · Ponte San Paolo · Ponte dell'Industria · Ponte Guglielmo Marconi · Ponte della Magliana · Ponte di Mezzocammino · Ponte Tor Boacciana